# Kenan Horić
Kenan Horić (* 13. September 1990 in Zenica, SFR Jugoslawien) ist ein bosnisch-herzegowinischer Fußballspieler.

## Karriere
Horićs Profikarriere begann 2009 bei seinem Jugendverein NK Čelik Zenica und er war dort insgesamt vier Spielzeiten aktiv. Anschließend wechselte er weiter zum slowenischen Verein NK Domžale. Dort gab er auch sein Debüt in der UEFA Europa League und erzielte später in der 1. Qualifikationsrunde gegen den FC Lusitanos (3:1) aus Andorra seinen ersten internationalen Treffer. Zur Saison 2016/17 wurde er vom türkischen Süper-Lig-Verein Antalyaspor verpflichtet und ein Jahr später an den Paphos FC ausgeliehen. Anfang 2019 ging der Abwehrspieler zum FK Mladost Doboj Kakanj. Es folgte ein erneuter Vertrag bei seinem Heimatverein NK Čelik Zenica, dem FK Kukësi aus Albanien und dem FK Olimpik Sarajevo. Seit dem Herbst 2021 spielt Horić für den bosnischen Erstligisten HSK Posušje.